# Dionysios von Byzanz
Dionysios von Byzanz (altgriechisch ∆ιονύσιος Βυζάντιος) war ein griechischer Geograph des 2. Jahrhunderts n. Chr.
Von ihm ist einzig sein Werk Ανάπλους Βοσπόρου Anaplous Bosporou, deutsch ‚Reise durch den Bosporus‘ erhalten, das zur Gattung der Periplous gehört. Es ist nur lückenhaft im Codex Palatinus gr. 398 aus dem 10. Jahrhundert überliefert; fehlende Teile sind durch eine lateinische Paraphrase des französischen Gelehrten Pierre Gilles aus dem 16. Jahrhundert zu ergänzen, da das von Gilles entdeckte vollständige Manuskript seit dessen Tod 1555 nicht mehr auffindbar ist.
Stilistisch zeigt Dionysios in seinem Periplous Anklänge an Herodot und Thukydides, seine Sprache ist attizistisch.
Die Suda erwähnt im 10. Jahrhundert dieses Werk und nennt ihn ferner „Ependichter“ und schreibt ihm ein Werk Περί θρήνων zu, was jedoch in der modernen Forschung bezweifelt wird.

## Textausgaben
- Karl Müller: Geographi graeci minores. Bd. 2, Paris 1861, S. I–XIV; 1–101.
- Carle Wescher: Dionysii Byzantii de Bospori navigatione quae supersunt. Paris 1874 (Volltext).
- Rudolf Güngerich: Dionysii Byzantii Anaplous Bospori. Weidmann, Berlin 1927. Nachdruck Weidmann, Berlin 1958.
- Margarethe Billerbeck (Hrsg.): Dionysios von Byzanz, Anaplus Bospori. Die Fahrt auf dem Bosporos. Einleitung, Text, Übersetzung und Kommentar (= Schweizerische Beiträge zur Altertumswissenschaft. Band 59). Schwabe, Basel 2023, ISBN 978-3-7965-4846-8. – Rezension von Tommaso Braccini, Bryn Mawr Classical Review 2024.07.05